# Taylor Nichols
Taylor Nichols (* 3. März 1959 in Louisville, Kentucky als Cecil Taylor Nichols) ist ein US-amerikanischer Schauspieler in Film und Fernsehen.
Taylor Nichols machte 1990 sein Filmdebüt in der Rolle eines etwas vergeistigten Intellektuellen in dem Independentfilm Metropolitan – Verdammt, bourgeois, verliebt von Whit Stillman. Unter Stillmans Regie war er anschließend auch in den Filmen Barcelona (1994), The Last Days of Disco (1998) und Algebra in Love (2011) zu sehen. Seit den 1990er-Jahren ist Nichols in vielen amerikanischen Serien zu sehen. Er wird häufig für ernsthafte Typen besetzt, beispielsweise Ärzte, Soldaten oder Regierungsmitarbeiter. Er spielte bisher in über 100 Film- und Fernsehproduktionen mit.
Nichols ist seit 1995 mit der Spanierin Margarita de Eguilior verheiratet und hat mit ihr vier Kinder.

## Filmografie (Auswahl)
Kino
- 1990: Metropolitan – Verdammt, bourgeois, verliebt (Metropolitan)
- 1994: Barcelona
- 1995: Congo
- 1995: Hallo, Mr. President (The American President)
- 1995: In den Krallen der Leidenschaft (Serpent's Lair)
- 1998: Last Days of Disco – Nachts wird Geschichte gemacht (The Last Days of Disco)
- 1999: Sex Monster (The Sex Monster)
- 1999: Gideon
- 2000: Risiko – Der schnellste Weg zum Reichtum (Boiler Room)
- 2001: Jurassic Park III
- 2007: The Air I Breathe – Die Macht des Schicksals (The Air I Breathe)
- 2011: Algebra in Love (Damsels in Distress)
- 2012: Die Hollywood-WG: Schmeiß die Loser aus dem Haus (Freeloaders)
- 2014: Godzilla
- 2017: Das Alibi – Spiel der Macht (Chappaquiddick)
- 2019: The Apartment – Willkommen im Alptraum (1BR)
- 2022: Rise
- 2023: City of Love

Fernsehen
- 1991–1992: Man of the People (10 Folgen)
- 1993–1996: Mord ist ihr Hobby (Murder, She Wrote, 4 Folgen)
- 1996: Marilyn – Ihr Leben (Norma Jean & Marilyn, Fernsehfilm)
- 1999–2000: Für alle Fälle Amy (Judging Amy, 3 Folgen)
- 2001–2002: The Mind of the Married Man (20 Folgen)
- 2007–2008: Criminal Minds (3 Folgen)
- 2007: Monk (1 Folge)
- 2010: Modern Family (Folge Unplugged)
- 2011: Navy CIS (1 Folge)
- 2014: The Mentalist (Folge Black Helicopters)
- 2015: Minority Report (Folge Fiddler's Neck)
- 2019: The Rookie (1 Folge)
- seit 2019: PEN15 (wiederkehrende Rolle)
- 2020: The Walking Dead (Folge What We Become)
- 2020: Perry Mason (7 Folgen)